# Думанский, Мирослав Иванович
Мирослав Иванович Думанский (укр. Мирослав Іванович Думанський; 17 июня 1929, Станиславов — 1 апреля 1996, Ивано-Франковск) — советский футболист, полузащитник и футбольный тренер. Мастер спорта СССР (1956).

## Биография

### Клубная карьера
Воспитанник станиславского футбола. В начале карьеры выступал за местные команды «Медик», «Спартак», Гарнизонного дома офицеров. Затем играл в львовском ОДО (команде Окружного дома офицеров). С 1953 года по 1956 год выступал в команде «Шахтёр» (Сталино). В 1955 году был включён в список 33 лучших футболистов сезона в СССР (№ 3). В 1957 году перешёл в «Спартак», где играл до 1962 года. Заканчивал карьеру в долинском «Нефтянике». Он был одним из любимцев ивано-франковских болельщиков. Первый мастер спорта СССР по футболу в Ивано-Франковской области с 1956 года. Его именем назван Кубок, который проводится с 1995 года.

### Тренерская карьера
Начинал тренировать «Нефтяник» (Долина), позже работал тренером в «Спартаке» из Ивано-Франковска. В 1979 году был начальником команды.
В 1975—1996 гг. возглавлял футбольную школу ивано-франковского «Спартака».

## Личная жизнь
Окончил Львовский государственный институт физической культуры.
Отец футболиста Ярослава Думанского.